# Hamburg Masters 1989
De Hamburg Masters is een internationaal hockeytoernooi voor mannen, dat onder auspiciën staat van de Duitse hockeybond. Aan de eerste editie in de Noord-Duitse stad Hamburg deden vijf landen mee: Argentinië, Australië, Sovjet-Unie, Spanje en gastland West-Duitsland.

## Uitslagen

### Woensdag 27 september 1989
- Argentinië-West-Duitsland 1-5
- Australië-Spanje 5-0
- Sovjet-Unie vrij

### Donderdag 28 september 1989
- Argentinië-Sovjet-Unie 0-2
- Spanje-West-Duitsland 2-3
- Australië vrij

### Vrijdag 29 september 1989
- Argentinië-Spanje 2-1
- Australië-Sovjet-Unie 4-1
- West-Duitsland vrij

### Zaterdag 30 september 1989
- Spanje-Sovjet-Unie 3-3
- Australië-West-Duitsland 2-3
- Argentinië vrij

### Zondag 1 oktober 1989
- Argentinië-Australië 2-3
- Sovjet-Unie-West-Duitsland 3-4
- Spanje vrij

## Eindstand
| № | Land           | WG | W | G | V | DV | DT | +/– | Punten |
| - | -------------- | -- | - | - | - | -- | -- | --- | ------ |
| 1 | West-Duitsland | 4  | 4 | 0 | 0 | 15 | 8  | +7  | 8      |
| 2 | Australië      | 4  | 3 | 0 | 1 | 14 | 6  | +8  | 6      |
| 3 | Sovjet-Unie    | 4  | 1 | 1 | 2 | 9  | 11 | –2  | 3      |
| 4 | Argentinië     | 4  | 1 | 0 | 3 | 5  | 11 | –6  | 2      |
| 5 | Spanje         | 4  | 0 | 1 | 3 | 6  | 13 | –7  | 1      |

1989 · 1993 · 1996 · 1997 · 1998 · 2000 · 2001 · 2002 · 2003 · 2004 · 2005 · 2006 · 2007 · 2008 · 2009 · 2010 · 2012 · 2013 · 2014 · 2015 · 2016 · 2017 · 2018 · 2019